# Ghetto Fabolous
Ghetto Fabolous – debiutancki album amerykańskiego rapera Fabolousa wydany 11 września 2001 roku. Zadebiutował na 4. miejscu listy Billboard 200. Promowany przez trzy single, wszystkie znalazły się na listach Rhytmic Top 40 i Billboard Hot 100. Został zatwierdzony jako platyna 6 lutego 2003 roku.

## Lista utworów
| #  | Tytuł                    | Autorzy                                 | Producent(ci)             | Występujący                       |
| -- | ------------------------ | --------------------------------------- | ------------------------- | --------------------------------- |
| 1  | "Click and Spark"        | J. Jackson, E. Shaw, K. Ifill           | DJ Clue, DURO             | Fabolous                          |
| 2  | "Keepin' It Gangsta"     | J. Jackson, E. Shaw, K. Ifill           | DJ Clue, DURO             | Fabolous                          |
| 3  | "Young’n"                | J. Jackson, P. Williams, C. Hugo        | The Neptunes              | Fabolous                          |
| 4  | "Get Right"              | J. Jackson, D. Stinson                  | Rockwilder                | Fabolous                          |
| 5  | "Ride For This"          | J. Jackson, E. Shaw, K. Ifill           | DJ Clue, DURO             | Fabolous featuring Ja Rule        |
| 6  | "One Day"                | J. Jackson, S. Brown                    | Omen                      | Fabolous                          |
| 7  | "Trade It All"           | J. Jackson, B. Casey, E. Shaw, K. Ifill | DJ Clue, DURO             | Fabolous featuring Jagged Edge    |
| 8  | "Right Now And Later On" | J. Jackson, T. Mosley                   | Timbaland                 | Fabolous                          |
| 9  | "Take You Home"          | J. Jackson, E. Shaw, K. Ifill           | DJ Clue, DURO             | Fabolous featuring Lil' Mo        |
| 10 | "Get Smart"              | J. Jackson, A. Thelusma                 | Rush Da Spyda (Red Spyda) | Fabolous                          |
| 11 | "Can’t Deny It"          | J. Jackson, N. Hale, R. Thomas          | Rick Rock                 | Fabolous featuring Nate Dogg      |
| 12 | "Ma' Be Easy"            | J. Jackson, J. Smith                    | Just Blaze                | Fabolous                          |
| 13 | "We Don't Give A"        | J. Jackson, A. Colon                    | Armando Colon             | Fabolous                          |
| 14 | "The Bad Guy"            | J. Jackson, R. Thybulle, R. Casey       | DJ Envy, Mono             | Fabolous featuring Pain in da Ass |
| 15 | "Gotta Be Thug"          | *Uncredited*                            | *Uncredited*              | Fabolous                          |
| 16 | "If They Want It"        | *Uncredited*                            | *Uncredited*              | Fabolous                          |
| 17 | "F.A.B.O.L.O.U.S."       | *Uncredited*                            | *Uncredited*              | Fabolous                          |

## Single
| Single information                                              |
| --------------------------------------------------------------- |
| "Can’t Deny It" - Wydany: 19 czerwca 2001 - B-side:             |
| "Right Now, Later On" - Wydany: 31 października 2001 - B-side:  |
| "Young’n (Holla Back)" - Wydany: 30 października 2001 - B-side: |

## Single na listach
| Rok  | Utwór                            | Lista             | Lista                            | Lista           | Lista           | Lista         |
| ---- | -------------------------------- | ----------------- | -------------------------------- | --------------- | --------------- | ------------- |
| Rok  | Utwór                            | Billboard Hot 100 | Hot R&B/Hip-Hop Singles & Tracks | Hot Rap Singles | Rhythmic Top 40 | Top 40 Tracks |
| 2001 | Can’t Deny It (feat. Nate Dogg)  | #25               | #13                              | #11             | #5              | #38           |
| 2001 | Right Now, Later On              | #35               | #23                              | #10             | #7              | #39           |
| 2001 | Young’n                          | #33               | #17                              | #8              | #9              | #32           |
| 2002 | Trade It All (feat. Jagged Edge) | #20               | #14                              | #8              | #5              | #30           |